# Leptura cordis
Leptura cordis är en skalbaggsart som beskrevs av Hayashi och Jean François Villiers 1985. Leptura cordis ingår i släktet Leptura och familjen långhorningar.
Artens utbredningsområde är Bangladesh. Inga underarter finns listade i Catalogue of Life.